# Vektroid
Vektroid（ヴェクトロイド、本名ラモーナ・アンドラ・ザビエル、1992年8月19日 - ）は、アメリカの音楽家である。2010年に現れた音楽ジャンルであるVaporwaveの創始者の1人である。

## 経歴
幼い頃にデジタルアートの制作を開始し、12歳であった2004年に初めて音楽制作に触れた。インターネットにアップロードされた音声ファイルの公開日から、早くも13歳の2005年にはIDM系の作品公開（Vectorfray名義）を開始している。両親は音楽を好んでいたが、制作手法に詳しい訳ではなく、当時流行っていた『ダンスダンスレボリューション』のようなゲーム音楽の切り貼りで、コンピューターであらゆる音を試しながら、手探りで音楽制作を続けた。bandcampのインタビューでも、Vaporwave以前の時代から各ジャンルの枠の狭さを自覚し、ジャンルを越えた音楽を志向していたと答えている通り、次第に雑多なサンプリングを多用して音楽制作を行う方向性に切り替えて行った。2010年代に入り、Macintosh Plus，ESC不在，情報デスクVIRTUAL，Laserdisc Visionsなど複数の名義で1980年代の音楽をサンプリングした作品を多数発表した。特に、2011年にMacintosh Plus名義で発表したFloral shoppe（フローラルの専門店）はどこか強烈な懐かしさを想起させるポップなメロディを兼ね備えており、世界的な注目を集め、フォロワーが急増した。2010年代に発表したその他の作品も軒並み高く評価されており、現在ではヴェイパーウェイヴの草分けとして、最重要人物の1人に数えられている。
2018年6月にはブラジルの音楽イベント"XXXBórnival"に参加し、ライブを敢行すると共にブラジルのメディア"I Hate Flash"にも登場した。インタビューにおいて、メディア露出を好まない理由としては、「私の場合、そんなに難しいことじゃありません。ずっと自分の見た目が好きじゃなかったし、自分の写真を表にさらけ出したいとは思わなかったから。電子音楽は、私の容姿とは関係ないところに人々の関心を寄せるためのツールだと思ってきました。だけど、業界のロジックはその正反対にあります。私にとってはそれが不快なんです。結論、私という人間は、スタジオにこもって、カメラの後ろで仕事をしたいタイプの人なんです。これからも、そうしていきたいと、ますますそんな気持ちになっていっています。」と答えている。

## ディスコグラフィー

### Vectorfray
- Pentbüt(2005年)
- From The Comfort Of Your Deathbed(2005年)
- Omegalpha (Disc One)(2005年)

#### シングル&EP
- For OCRemix's Evaluation(2005年)
- Ides EP (5xFile, MP3, EP, 320)(2005年)
- Bloodsample EP(2005年)
- NolemN Single(2005年)

### Vktrfry
- Hexakosioihexekontahexaphobia(2007年)

#### シングル&EP
- The Wavefunction Collapse Session(2007年)

### Vektordrum
- Shitaihokansho(2008年)
- Unreleased Tracks(2008年)
- Capitose Windowpane(2009年)
- I, Banished(2009年)
- Deciphered(2009年)
- Geese: I, Banished Re-cut  2 versions(2010年)
- Discrét Night Signals(2010年)
- Trinity (2010年)

#### シングル&EP
- Hello Skypedals EP1(2009年)
- Hello Skypedals EP2(2009年)
- Fraktalseq: Blossom(2009年)

#### コンピレーション
- Hello1&2(2016年)

### Vektroid
- Starflight Iguana(2010年)
- Starcalc(2011年)
- Polymind EP / Windows Safari / Sphinx Caverns Bundle(2011年)
- Neo Cali(2011年)
- Planet Dudette(2011年)
- Polytravellers(2011年)
- Color Ocean Road(2012年)
- Midnight Run(2016年) - Siddiq (2)との共作。
- RE•SET(2016年)
- Vektroid Texture Maps(2016年)
- Big Danger(2016年)
- Seed & Synthetic Earth(2017年)
- Telnet Complete(2017年)
- cRASH 1(2023年)
- cRASH 2: Mac +/-(2024年)
- 777 Pig Danger(2024年)

#### シングル&EP
- iss2+2(2010年)
- Telnet Erotika(2010年)
- Enemy(2013年)

#### ミックス盤
- FACT mix 619(2017年)

### Dstnt
- Nsii(2010年)
- IsÆ(2010年)

#### シングル&EP
- Iss2(2010年)
- Ntdrv(2010年)
- Isodmos(2010年)
- Iss2+2(2010年)

### New Dreams Ltd.
- Initiation Tape - Part One(2011年)
- Initiation Tape: Isle Of Avalon Edition(2014年)
- Sleepline(2016年)
- Fuji Grid TV: EX(2016年) - Prism Genesisの楽曲に大幅なタイトル変更、再編集を加えたリイシュー版。
- Eden(2016年)
- Fuji Grid TV Ⅱ: EMX(2021年)

#### その他
- Unreleased Collections(2012年)

### Laserdisc Visions
- New Dreams Ltd.(2011年)

### Macintosh Plus
- Floral Shoppe(2011年) - ジャケットおよび2曲目の「リサフランク420/現代のコンピュー」がヴェイパーウェイヴで最も有名な作品として知られており、多くの楽曲のカバーやパロディが作られている。

#### シングル
- Sick & Panic(2019年)

### ESC不在
- Black Horse(2011年)
- Midi Dungeon(2011年)

### Fuji Grid TV
- Prism Genesis(2011年) - 日本のコマーシャルをサンプリングした作品。

### Tanning Salon
- Dream Castle(2011年)

### 情報デスクVIRTUAL
- 札幌コンテンポラリー(2012年)

### Sacred Tapestry
- Shader(2012年)
- Shader Complete(2016年)

### PrismCorp Virtual Enterprises
- Home™(2013年)
- ClearSkies™(2013年)

### CTO
- GDGA1(2016年)

### Peace Forever Eternal
- Nextcentury(2017年)

## 取材記事
メディア露出を避ける傾向にあるため、本人へのインタビュー記事は非常に貴重なものとなっている。
1. Vectors of Vektroid and Vaporwave（2016年6月公開）
2. 「過去ではなく、未来に」Vektroid インタビュー（2018年6月公開）